# راميرو غونزاليس
راميرو غونزاليس (بالإسبانية: Ramiro González Hernández)‏ هو لاعب كرة قدم تشيلي وأرجنتيني، ولد في 21 نوفمبر 1990 في روساريو في الأرجنتين. لعب مع يونيون إسبانيولا.

## وصلات خارجية
- راميرو غونزاليس على موقع قاعدة بيانات كرة القدم.إي يو (الإنجليزية)
- راميرو غونزاليس على موقع Soccerway.com (الإنجليزية)
- راميرو غونزاليس على موقع عالم كرة القدم.نت (الإنجليزية)